# Strzelin
Strzelin (Strehlen jusqu'en 1946) est une ville de Pologne, située dans le sud-ouest du pays, dans la voïvodie de Basse-Silésie. Elle est le chef-lieu de la gmina de Strzelin et du powiat de Strzelin.

## Situation géographique
Strzelin est arrosée par l'Ohle et se trouve au pied des monts de Strehlen (Wzgórza Strzelinskie), à 40 km au sud de Wrocław. 

## Histoire
Strehlen reçoit en 1293 sa charte urbaine du duc Boleslas Ier le Sévère.
Depuis le XVIIIe siècle, Strehlen et ses environs comptaient une forte minorité ethnique de colons protestants de langue tchèque, venus de Bohême. Le village de Gęsiniec (autrefois Hussinetz) était le principal foyer de ces disciples de Jan Hus. 
Vers 1900, Strehlen possédait deux temples protestants, un temple vieux-luthérien et une église catholique, une synagogue, un tribunal d'instance et un lycée. Jusqu'en 1945, c'était le chef-lieu de l'arrondissement de Strehlen, dans le district de Breslau de la province allemande de Basse-Silésie.
La ville, qui se trouvait à un nœud ferroviaire stratégique, a commencé à être touchée par les raids aériens en janvier 1945. À la mi-mars, l'Armée Rouge lança son offensive dans ce secteur : les abords de la ville furent âprement disputés et lorsque la Wehrmacht vit que la ville était près de tomber, le 24 mars 1945, elle fit exploser les tours de l’Altstadt, dont celle de l'hôtel de ville. À la reddition, la ville était entièrement en ruines. La population civile avait été évacuée juste avant l'arrivée de l'Armée Rouge. Puis les forces d'occupation soviétiques placèrent toute la Silésie sous l'autorité de la République populaire de Pologne, qui rebaptisa la ville Strzelin, les derniers habitants germanophones étant expulsés.

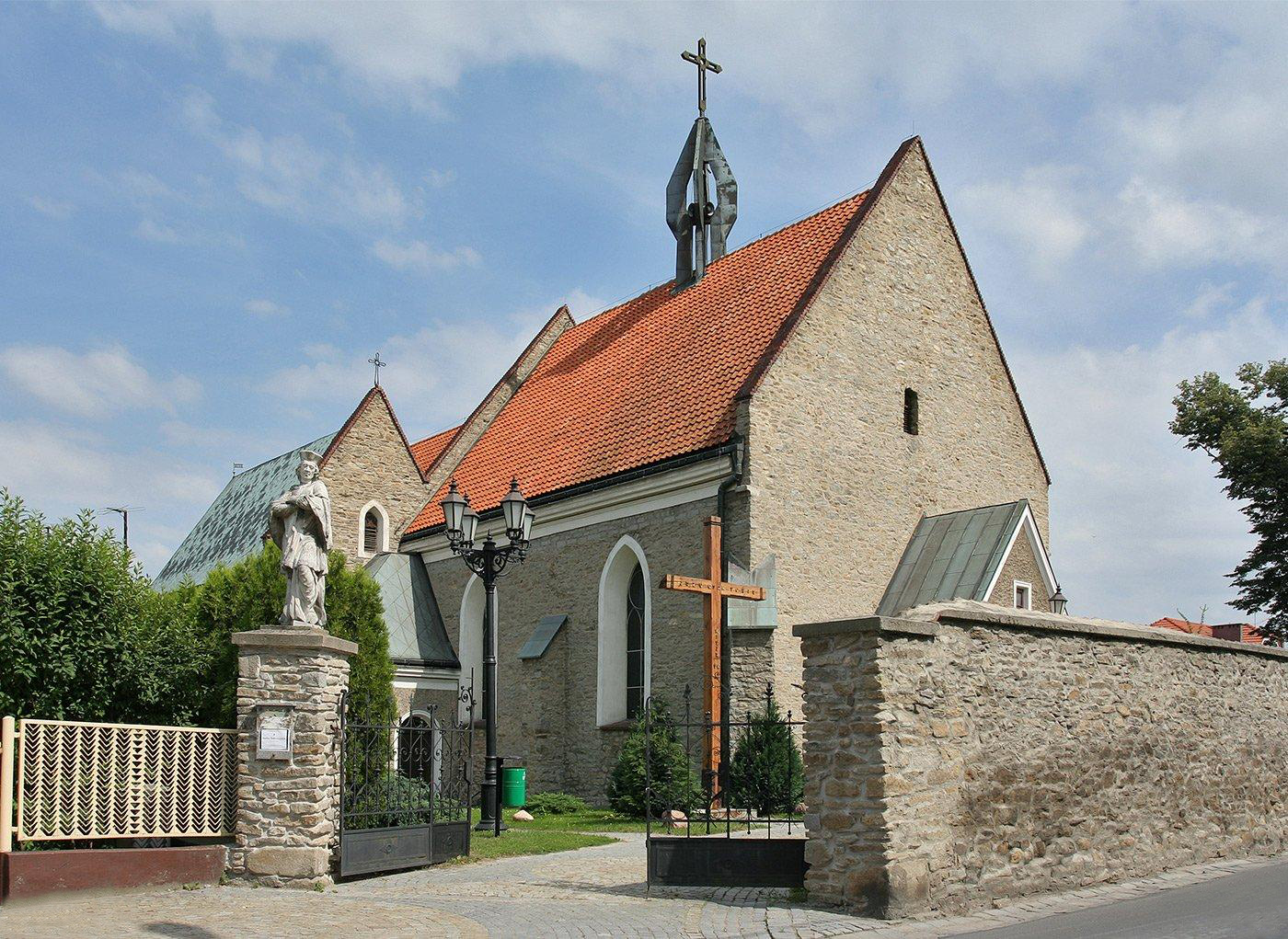
Temple des frères moraves.
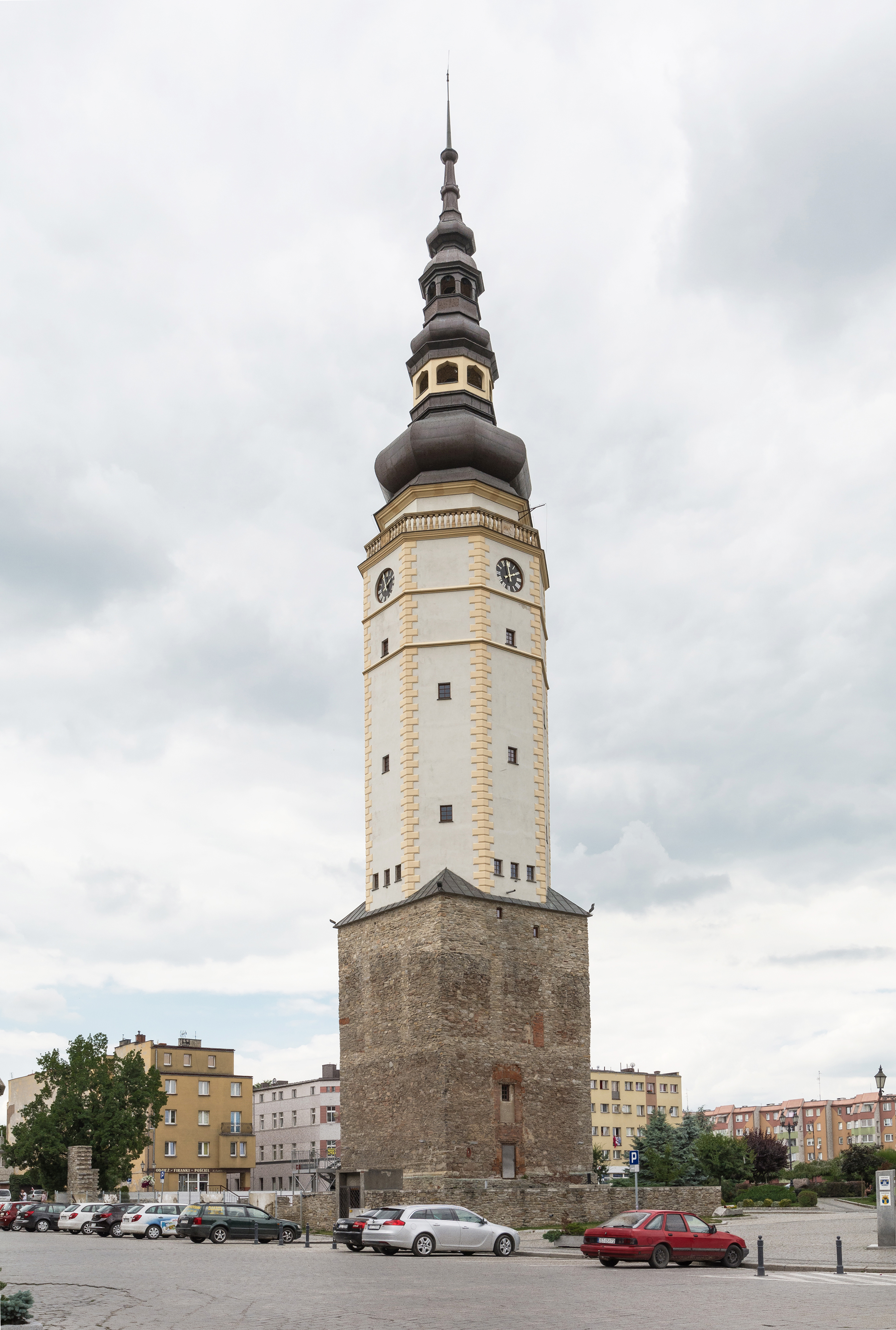
La tour reconstruite de l'hôtel de ville.
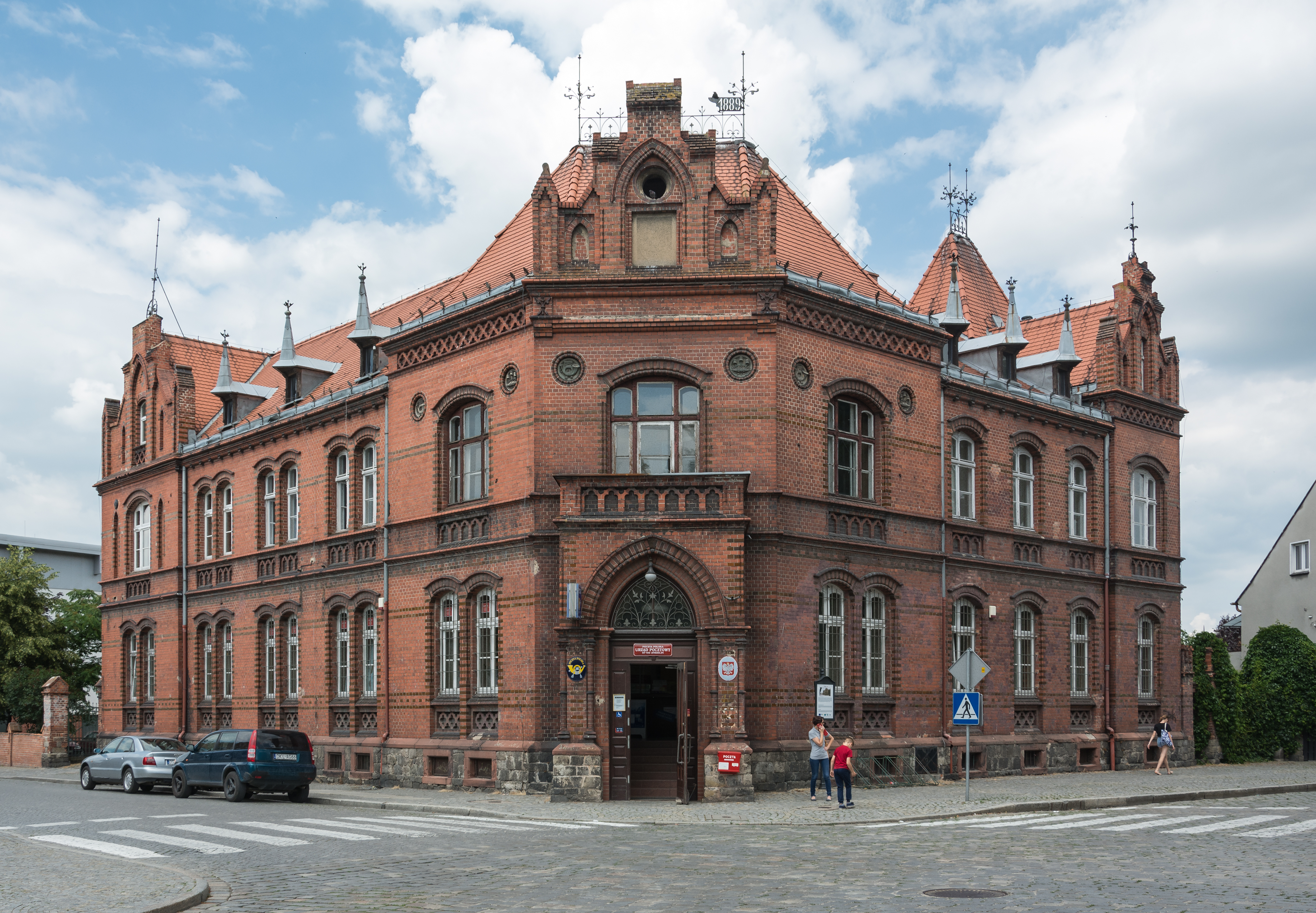
Le bureau de poste.
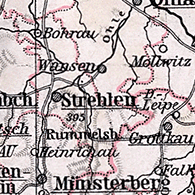
« Strehlen » et ses environs sur une carte allemande de 1905.

## Personnalités
- Karl von Prittwitz (1790-1871), général d'infanterie prussien et membre de l'ordre protestant de Saint-Jean
- Moritz Pläschke (1818-1888), peintre
- Paul Ehrlich (1854-1915), scientifique
- Trude Rosner-Kasowski (1899-1970), peintre